# Aşağıkamışlı, Elmadağ
Aşağıkamışlı là một xã thuộc huyện Elmadağ, tỉnh Ankara, Thổ Nhĩ Kỳ. Dân số thời điểm năm 2011 là 213 người.